# Žofie
Žofie (z ciziny přejatou variantou je Sofie) je ženské křestní jméno pocházející z řeckého slova σοφία (sofia) znamenající „moudrost“. Za českou obdobu se někdy považovala Mudroslava. Možnou variantou je i Soňa, původně ruská domácká podoba Sofie. Mezi české domácí podoby patří Žofka, Žofa, Žofuše, Žofinka, Žofi(čka) či Žofuš(ka).
Podle českého kalendáře má svátek 15. května, tedy bezprostředně po třech „ledových mužích“, a proto se pro ní někdy užívá označení „studená Žofie“.

## Statistické údaje
Následující tabulka uvádí četnost jména v České republice a pořadí mezi ženskými jmény ve srovnání dvou roků, pro které jsou dostupné údaje MV ČR – lze z ní tedy vysledovat trend v užívání tohoto jména:
| Rok       | Četnost    | Pořadí    |
| 1999      | 4666       | 119.      |
| 2002      | 4131       | 129.      |
| Porovnání | o 535 méně | o 10 hůře |

Změna procentního zastoupení tohoto jména mezi žijícími ženami v ČR (tj. procentní změna se započítáním celkového úbytku žen v ČR za sledované tři roky) je -10,8%, což svědčí o velmi strmém poklesu obliby tohoto jména.

## Známé nositelky jména

### Svaté, blahoslavené
- sv. Žofie Římská
- Anděla Marie Truszkowská (rozená Žofie Kamila)

### Královny a šlechtičny
- Žofie Albertina Švédská (1753–1829), švédská princezna, poslední abatyše kláštera v Quedlinburgu
- Žofie Alexejevna (1657–1704), v letech 1682–1689 vladařka Ruského carství
- Žofie Amálie Brunšvická (1628–1685), brunšvicko-lüneburská princezna a jako manželka krále Frederika III. dánská královna
- Žofie Bavorská (1376–1428), česká a římská královna, manželka krále Václava IV. Lucemburského
- Žofie Bavorská (1145) († po 1147), vévodkyně ze Zähringenu a poté štýrská markraběnka
- Žofie z Bergu (? – 1126), manželka Oty II. Olomouckého
- Žofie Braniborská z Hohenzollernu (1541–1564), druhá žena Viléma z Rožmberka
- Žofie Dorota Württemberská (1759–1828), württemberská princezna, jako Marie Fjorodovna manželka ruského cara Pavla I.
- Žofie Dorotea z Celle (1666–1726), brunšvicko-lüneburská princezna, hannoverská kurfiřtka a nekorunovaná královna Velké Británie
- Žofie Dorotea Hannoverská (1687–1757), britská princezna a sňatkem pruská královna
- Žofie Eriksdotter Dánská (1241–1286), manželka krále Valdemara Birgerssona a švédská královna
- Žofie Frederika Bavorská (1805–1872), matka císaře Františka Josefa I. Habsburského
- Žofie Frederika Meklenbursko-Zvěřínská (1758–1794), princezna a vévodkyně meklenbursko-zvěřínská a dánská princezna
- Žofie Hannoverská (také Žofie Falcká, 1630–1714), kurfiřtka hannoverská
- Žofie Hedvika Dánská (1677–1735), princezna dánská
- Žofie z Hohenbergu (1901–1990), jediná dcera a nejstarší dítě Františka Ferdinanda d'Este
- Žofie Chotková (1868–1914), manželka arcivévody Františka Ferdinanda d'Este Habsburského
- Žofie Jagellonská (1464–1512), markraběnka braniborská
- Žofie Jagellonská (1522–1575), polská princezna a vévodkyně brunšvická
- Žofie Magdalena Braniborská (1700–1770), manželka Kristiána VI. a v letech 1730–1746 královna Dánska a Norska
- Žofie Magdalena Dánská (1746–1813), dánská princezna a sňatkem švédská královna
- Žofie Meklenburská (1557–1631), meklenburská princezna a sňatkem s králem Frederikem II. dánská a norská královna
- Žofie Nasavská (1836–1913), manželka švédského krále Oskara II., švédská a norská královna
- Žofie Pomořanská (1498–1568), manželka dánského krále Frederika I., dánská a norská královna
- Žofie Přemyslovna († 1195), míšeňská markraběnka
- Žofie Saská (1845–1867), saská princezna a sňatkem bavorská vévodkyně
- Žofie Vilemína Švédská (1801–1865), švédská princezna a sňatkem bádenská velkovévodkyně
- Žofie z Wittelsbachu (1171–1238), lantkraběnka durynská a saská

### Ostatní
- Žofie Kabelková – česká písničkářka a zpěvačka
- Žofie Vokálková – česká flétnistka
- Zofia Kossaková-Szczucká (1889–1968), polská spisovatelka, novinářka, odbojářka a katolická aktivistka

## Jiné významy
- Zośka (Žofka) – krycí jméno Tadeusze Zawadzkého
- Důl Žofie – bývalý černouhelný hlubinný důl

## Zahraniční varianty
- anglicky – Sophie, Sophia
- arabsky – Sufija
- bulharsky, rusky, srbochorvatsky – София (Sofija), Софья (Sofja)
- dánsky – Sofie
- finsky – Sohvi
- francouzsky – Sophie
- italsky, nizozemsky, norsky, rumunsky, švédsky – Sofia
- německy – Sophia, Sofie, Sophie
- maďarsky – Zsófia, Szófia
- polsky – Zofia
- slovensky – Žofia
- španělsky – Sofía
- ukrajinsky – Софія (Sofija)

## Jmeniny
- Církevní kalendář: 15. května (Žofie Římská),[3] 10. října (Anděla Marie Truszkowská)[4][5]
- Český, slovenský[6] kalendář: 15. května
- Maďarský kalendář: 15. května, 17. září[7]